# 프레데루나
프레데루나(Frederuna, 886년/887년~917녀ㆍ 2월 10일) 또는 프레데군드(Fredegund)는 작센 족 출신 프랑크 왕국의 귀족이자, 서프랑크 왕국 샤를 3세 생쁠의 첫 왕비였다. 부계로는 독일 왕 하인리히 1세의 처조카이자 오토 1세의 사촌이고, 모계로는 로타링기아의 군주 로타르 2세의 외손녀였다.
작센 족 귀족 출신으로, 하노버 븐처 고슬라어에서 태어났다. 아버지 디트리히 테오도리히는 샤를마뉴에 저항하던 작센족 지도자 비두킨트의 후손이고, 고모 링겔하임의 마틸다는 작센 공작 출신 독일 국왕 하인리히 1세 새사냥꾼왕의 후처였다. 후에 황제가 된 오토 1세의 사촌 누이가 된다.
어머니 로타링기아의 기셀라는 로타링기아의 왕 로타르 2세와 그의 정부 발트라다의 딸이며, 황제 로타르 1세의 손녀였다.
황제 비만왕 카를 3세에 의해 882년 귀순한 바이킹 고드프리드와 결혼했던 기셀라는 885년 고드프리드가 하인리히 프랑코니아에게 살해된 후, 작센 출신 귀족 디트리히 테오도리히와 재혼했다. 프레데루나의 초기 생애는 알려진 것이 없다.
907년 4월 19일 서프랑크의 단순왕 샤를 3세와 결혼, 그녀는 에르멘트루드, 기셀라, 프레데루나, 아델레이드, 로트루드, 힐데가르드 등 6명의 딸을 낳았다. 그가 아들을 낳지 못하여 샤를 3세 생쁠에게 배척당했다는 낭설이 한때 돌기도 했다. 프레데루나는 917년 2월 10일에 세상을 떠났다. 일설에는 아이를 낳다가 사망했다는 설이 있다.
랭스의 생 레미 대성당에 안치되었다.